# 鐵橋
鐵橋（Iron Bridge）是位於英格蘭施羅普郡塞文河上的一座橋樑，開通於1781年，是世界上首座由鑄鐵建造的拱橋，全長約60米。1934年，鐵橋被列入古代紀念建築，進行車輛進入並收取行人過橋費。1950年，鐵橋的所有權再轉給施羅普郡議會。現在鐵橋被列入世界文化遺產和英國一級登錄建築。